# 山田麻莉奈のかしこまりり!
『山田麻莉奈のかしこまりり!』（やまだまりなのかしこまりり!）は、2019年10月7日から2020年3月23日までRKB毎日放送（RKBラジオ）で放送されていたトーク番組。なお、この番組は信越放送（SBCラジオ）にもネットされていた。

## 概要
HKT48元メンバーで声優として活躍する山田が、故郷・久留米市に関する話題や東京での日常生活などについてトークをする番組。
番組放送後にはニコニコ動画に開設されている番組チャンネルにて会員限定のオリジナル音声『山田麻莉奈の〇〇まりり!』を配信している。

## 放送時間
RKBラジオ
- 毎週月曜日 23:20 - 23:30（JST。2019年10月7日 - 2020年3月23日）

SBCラジオ
- 毎月第二・第四・第五土曜日 14:45 - 14:55（JST。2019年10月12日 - 2020年3月28日）

※RKBラジオより5日遅れのネット。第一・第三土曜は別番組放送のため、当番組のネットはされない。

## パーソナリティ
- 山田麻莉奈